# YOUNG KING (アルバム)
『YOUNG KING』（ヤング・キング）は、BURGER INN RECORDSから発売のKICK THE CAN CREWのインディーズ時代の1枚目のアルバム。2000年9月13日発売。

## 概要
インディーズ時代のシングル3曲を含むファーストアルバム。

## 収録曲
1. Call&…
インストゥルメンタル曲
2. KICK OFF
メジャー・ファーストアルバム『VITALIZER』に「キックOFF」という曲があるが関連性はない。
3. Megacityrunning
4. Why did I?
後にインディーズ・ベストアルバム『Greatest Hits』にてリミックスが収録されている。
5. GOOD TIME!
インディーズ3rdシングル。KICK THE CAN CREWのライブでは定番のアッパーソング。後にインディーズ・ベストアルバム『Greatest Hits』にて2001年バージョンが収録されている。
6. PARTYOVER
7. ユートピア
後にインディーズ・ベストアルバム『Greatest Hits』にて2001年バージョンが収録されている。
8. X-amount
後にインディーズ・ベストアルバム『Greatest Hits』にて2001年バージョンが収録されている。
9. 旅人
インストゥルメンタル曲。2004年6月に行われたKICK THE CAN CREW LIVE 旅人～STEP IN THE DAY～の会場でも流れていた。
10. エルニーニョ
後にインディーズ・ベストアルバム『Greatest Hits』にて2001年バージョンが収録されている。
11. united rivers
12. 河と海が合わさるところ
インストゥルメンタル曲。
13. タカオニ2000
後にインディーズ・ベストアルバム『Greatest Hits』にも収録されている。